# Distrito de Sarre-Palatinado
El distrito de Sarre-Palatinado (Saarpfalz-Kreis) es uno de los seis distritos del estado alemán de Sarre. Tiene un área de 555 km², una población de 103 908 habitantes, y una densidad poblacional de 190 hab/km². Su capital es la ciudad de Homburgo.
Limita al norte y este con el estado de Renania-Palatinado, al sur con el Francia, y al oeste con los distritos de Neunkirchen y Saarbrücken.

## Ciudades y municipios
Comprende 4 ciudades y 3 municipios (habitantes a 31 de diciembre de 2017):
| Ciudades 1. Bexbach (17 683) 2. Blieskastel (20 770) 3. Homburgo (41 934) 4. Sankt Ingbert (35 951) | Municipios 1. Gersheim (6379) 2. Kirkel (10 065) 3. Mandelbachtal (10 620) |